# Arctia punctifera
Arctia punctifera är en fjärilsart som beskrevs av Thierry-mieg 1910. Arctia punctifera ingår i släktet Arctia och familjen björnspinnare. Inga underarter finns listade i Catalogue of Life.